# Сан Себастијан
Сан Себастијан (шп. San Sebastián), или Доностија (баск. Donostia), је приморски град на северу Шпаније, који се налази у аутономној заједници Баскији, и главни је град покрајине Гипускоа.
Главне делатности овог града су трговина и туризам. Сан Себастијан је једна од важних туристичких дестинација у Шпанији и Европи. Предивни пејзажи као што је увала Ла Конча и развој модерне архитектуре који је започет у другој половини 19. века допринели су развоју туризма на европском нивоу. Међународном чувењу је такође допринео и Интернационални филмски фестивал у Сан Себастијану.

## Географија

### Клима
| Клима San Sebastián Airport Hondarribia, (15 km источно), 1981—2010 | Клима San Sebastián Airport Hondarribia, (15 km источно), 1981—2010 | Клима San Sebastián Airport Hondarribia, (15 km источно), 1981—2010 | Клима San Sebastián Airport Hondarribia, (15 km источно), 1981—2010 | Клима San Sebastián Airport Hondarribia, (15 km источно), 1981—2010 | Клима San Sebastián Airport Hondarribia, (15 km источно), 1981—2010 | Клима San Sebastián Airport Hondarribia, (15 km источно), 1981—2010 | Клима San Sebastián Airport Hondarribia, (15 km источно), 1981—2010 | Клима San Sebastián Airport Hondarribia, (15 km источно), 1981—2010 | Клима San Sebastián Airport Hondarribia, (15 km источно), 1981—2010 | Клима San Sebastián Airport Hondarribia, (15 km источно), 1981—2010 | Клима San Sebastián Airport Hondarribia, (15 km источно), 1981—2010 | Клима San Sebastián Airport Hondarribia, (15 km источно), 1981—2010 | Клима San Sebastián Airport Hondarribia, (15 km источно), 1981—2010 |
| Показатељ \ Месец                                                   | .Јан.                                                               | .Феб.                                                               | .Мар.                                                               | .Апр.                                                               | .Мај.                                                               | .Јун.                                                               | .Јул.                                                               | .Авг.                                                               | .Сеп.                                                               | .Окт.                                                               | .Нов.                                                               | .Дец.                                                               | .Год.                                                               |
| ------------------------------------------------------------------- | ------------------------------------------------------------------- | ------------------------------------------------------------------- | ------------------------------------------------------------------- | ------------------------------------------------------------------- | ------------------------------------------------------------------- | ------------------------------------------------------------------- | ------------------------------------------------------------------- | ------------------------------------------------------------------- | ------------------------------------------------------------------- | ------------------------------------------------------------------- | ------------------------------------------------------------------- | ------------------------------------------------------------------- | ------------------------------------------------------------------- |
| Апсолутни максимум, °C (°F)                                         | 24,6 (76,3)                                                         | 28,6 (83,5)                                                         | 29,0 (84,2)                                                         | 32,4 (90,3)                                                         | 36,6 (97,9)                                                         | 39,8 (103,6)                                                        | 40,4 (104,7)                                                        | 40,0 (104)                                                          | 38,0 (100,4)                                                        | 33,4 (92,1)                                                         | 29,4 (84,9)                                                         | 26,0 (78,8)                                                         | 40,4 (104,7)                                                        |
| Максимум, °C (°F)                                                   | 13,1 (55,6)                                                         | 13,8 (56,8)                                                         | 16,1 (61)                                                           | 17,5 (63,5)                                                         | 20,7 (69,3)                                                         | 23,1 (73,6)                                                         | 25,1 (77,2)                                                         | 25,7 (78,3)                                                         | 24,0 (75,2)                                                         | 21,0 (69,8)                                                         | 16,2 (61,2)                                                         | 13,5 (56,3)                                                         | 19,2 (66,6)                                                         |
| Просек, °C (°F)                                                     | 8,9 (48)                                                            | 9,4 (48,9)                                                          | 11,6 (52,9)                                                         | 13,0 (55,4)                                                         | 16,2 (61,2)                                                         | 19,0 (66,2)                                                         | 21,0 (69,8)                                                         | 21,5 (70,7)                                                         | 19,4 (66,9)                                                         | 16,4 (61,5)                                                         | 12,0 (53,6)                                                         | 9,6 (49,3)                                                          | 14,8 (58,6)                                                         |
| Минимум, °C (°F)                                                    | 4,7 (40,5)                                                          | 5,0 (41)                                                            | 7,0 (44,6)                                                          | 8,5 (47,3)                                                          | 11,8 (53,2)                                                         | 14,8 (58,6)                                                         | 16,9 (62,4)                                                         | 17,2 (63)                                                           | 14,7 (58,5)                                                         | 11,8 (53,2)                                                         | 7,8 (46)                                                            | 5,6 (42,1)                                                          | 10,5 (50,9)                                                         |
| Апсолутни минимум, °C (°F)                                          | −12,0 (10,4)                                                        | −13,0 (8,6)                                                         | −5,2 (22,6)                                                         | −1,2 (29,8)                                                         | 3,0 (37,4)                                                          | 5,3 (41,5)                                                          | 7,8 (46)                                                            | 8,4 (47,1)                                                          | 4,6 (40,3)                                                          | 0,8 (33,4)                                                          | −5,8 (21,6)                                                         | −8,4 (16,9)                                                         | −13,0 (8,6)                                                         |
| Количина падавина, mm (in)                                          | 157 (6,18)                                                          | 135 (5,31)                                                          | 124 (4,88)                                                          | 156 (6,14)                                                          | 120 (4,72)                                                          | 95 (3,74)                                                           | 85 (3,35)                                                           | 117 (4,61)                                                          | 132 (5,2)                                                           | 167 (6,57)                                                          | 188 (7,4)                                                           | 174 (6,85)                                                          | 1,649 (64,92)                                                       |
| Дани са падавинама (≥ 1 mm)                                         | 13                                                                  | 12                                                                  | 12                                                                  | 14                                                                  | 12                                                                  | 10                                                                  | 9                                                                   | 10                                                                  | 10                                                                  | 12                                                                  | 13                                                                  | 12                                                                  | 138                                                                 |
| Дани са снегом                                                      | 1                                                                   | 1                                                                   | 0                                                                   | 0                                                                   | 0                                                                   | 0                                                                   | 0                                                                   | 0                                                                   | 0                                                                   | 0                                                                   | 0                                                                   | 0                                                                   | 2                                                                   |
| Релативна влажност, %                                               | 75                                                                  | 72                                                                  | 70                                                                  | 71                                                                  | 72                                                                  | 73                                                                  | 74                                                                  | 75                                                                  | 75                                                                  | 75                                                                  | 76                                                                  | 75                                                                  | 74                                                                  |
| Сунчани сати — месечни просек                                       | 88                                                                  | 108                                                                 | 141                                                                 | 159                                                                 | 182                                                                 | 188                                                                 | 198                                                                 | 197                                                                 | 170                                                                 | 134                                                                 | 96                                                                  | 81                                                                  | 1.750                                                               |
| Извор: Agencia Estatal de Meteorología                              |                                                                     |                                                                     |                                                                     |                                                                     |                                                                     |                                                                     |                                                                     |                                                                     |                                                                     |                                                                     |                                                                     |                                                                     |                                                                     |

## Становништво
Према процени, у граду је 2008. живело 184.248 становника.

| 1981.   | 1989.   | 1991.   | 2001.   | 2002.   |
| ------- | ------- | ------- | ------- | ------- |
| 175.576 | 171.439 | 176.019 | 181.064 | 182.930 |

## Партнерски градови
- Daira of Bojador
- Маругаме
- Висбаден
- Батуми
- Плимут
- Тренто
- Рино
- Општина Хиутепек
- Степанакерт